# イシバシハザマ
イシバシハザマは、吉本興業東京本社（東京吉本）に所属する日本のお笑いコンビ。NSC大阪校24期出身。

## メンバー
石橋 尊久（いしばし たかひさ、1975年10月19日 -（49歳））
ボケ担当。
大阪府阪南市出身。身長172 cm、血液型A型。
小学校〜中学校は星田英利の後輩で、星田の妹と同級生だった。
高校入学後はすぐ中退して翌年に定時制高校へ入り直したことで20才まで高校生であり、NSC入学当時では年齢制限を超えていたため21歳とサバを読んでいた。
クジラやイルカなどの動物が好きで、違いなどを絵を描いて説明したりする。
「酒癖が悪い」と綾部祐二（ピース）に暴露されていた。
芸人を始めたのが26歳と年配なため、同期や先輩からよく「ジジイ」扱いを受ける。最近では髪型の影響もあって「ババア」とも言われるようになった。また相方・ハザマとも7歳も年の差があるので、保護者的立場にもなっている。ネタの後半になると、動きがハザマに比べてキレがなくなることもある。
リズムネタの練習の際に、疲れすぎて吐いたことがある。
ハザマが灰皿に「トントン」とタバコの灰を落とした際に誰かがドアを叩いたと勘違いしてしまい、トークライブなどで度々ハザマに「（聞き間違いをするほど）老化が激しい」とネタにされている。
単独ライブのVTRネタにおいてハザマの家でパスタを作るVTRを撮っていた際、フランベ用のスピリタス（アルコール96度）をうっかりこぼしてボヤ騒ぎを起こした。
タイに一人旅行へ行った際、あまりにも夕日が綺麗で「もうこれ以上素晴らしい経験をすることはないだろう」と思い入水自殺を図るもかなりの遠浅だったため、15mほど歩いて思い留まった。
芸人デビューから長い間は茶髪でパーマをかけていたが、2008年11月を以て坊主にする。現在では髪は元に戻っている。
ハザマのことをプライベートでは「陽平」と呼んでいる。
カナリア（現在は解散）の「土下座のマリオネット」という歌ネタがあり、その歌を舞台袖でカナリアのネタ中一緒に歌っていたことがある。
2010年3月31日のブログで結婚を報告、その後第一子となる娘も誕生している。
生き物が大好きで動物や深海生物にやたら詳しく、特にダイオウグソクムシがお気に入り。ダイオウグソクムシ好きが高じて、ニコニコ超会議3では『超ダイオウグソクムシブース』にてグソク着ぐるみを着てトークをするという、グソディアンとしての仕事が舞い込んだ。
ベビーマッサージ講師、プリネイタル（妊産婦）マッサージ講師、ベビー・キッズヨガ講師の3種類の資格を持っている。動物全般に適用できるため犬や危険動物、深海生物、絶滅危惧種などのマッサージも可能。
料理全般を得意とし、特にイタリアンはほとんどを作れる。クックパッドの節-1グランプリではクオリティの高い節約料理が評価され、優勝を果たしている。
2016年より神奈川県茅ヶ崎市在住。横須賀商工会議所特命職員、茅ヶ崎エフエムパーソナリティを担当し、2023年からは神奈川県住みます芸人に就任。

ハザマ 陽平（はざま ようへい、1982年7月3日 -（43歳））
ツッコミ担当。
本名及び旧芸名、硲 陽平（読み同じ）。
和歌山県西牟婁郡上富田町朝来出身。身長173 cm、血液型A型。左利きだったが父親に鉛筆だけは直せと言われ、ペンのみ右手で書くようになった。それ以外は左利き（本人のツイキャスより）。
弟と妹がおり、実家は代々続く植木屋。
和歌山県立熊野高等学校を卒業して間もなくNSCへ入学した。入学面接の際に「格好良い」と思った石橋を入学後に見かけ、声をかけて現在のコンビを結成。その際、石橋に初めてかけた言葉は「飴ちゃんいります?」だった（石橋はこれに対し「ええ子やな」と感じ、誘いを受けた）。
小学校から高校まで、実家でクワガタムシを売るバイトをしていた。そのバイト代でマウンテンバイクを購入したり、NSCの入学金を払ったりした。本人曰く「クワガタムシを捕らせたら右に出る者はいない」らしい。
相方・石橋のことをプライベートでは「にいやん」と呼んでいる。
ネタではショートコントのタイトル読みなどを行うことが多い。
一般常識に疎く、トークなどで頻繁にネタにされている。DNAは何の略かという問いに「大事な 人間の エナジー」と答えた、AとEの発音が分かっていない、「ブルー（な気持ち）」を「トゥルー」と表現した、花園神社へお参りに行った際に願い事をする時「天下取らせてくれやぁ!」と叫んだなど多くのエピソードを持つ。
かなりの天然で、自身のブログに記事を書く際、画像の添付を忘れたり他ブログに投稿しようとした記事を間違えて投稿することも多い。
喫煙者。2008年10月より禁煙していたが現在は解禁している。
昔コンビで働いていた某遊園地で、バックダンサーの黒人男性に「一生働かなくていいからアメリカについてきてくれ」と言われた。
石橋曰く「最近の硲は嵐の櫻井翔くんに似ていると思う」。
藤原一裕（ライセンス）からドッキリの一環として「お前に関しては、俺ホモやねん」と告白され、「俺、ケツ汚いですって!」と必死で断り続けた。
極度の寂しがりやらしく、江凸崎馬門（元ゆったり感）曰く楽屋などで1人でいると「今俺1人やん!」などと言ってくるらしい。
ギターが弾ける。ブラッディー・メアリー、For Everなどの曲を作曲している。現在ではシマッシュレコードとコミックバンド【コミックシンガーズ】を結成し、主に作詞作曲を担当している。
腰が悪かったため初めて病院に通った際、医師から「イシバシハザマの硲さんですよね?」と声をかけられ、「はい、そうです」と答えると「写真、いいですか?」と言われピースサインをするも「いやいや、レントゲン!」と苦笑いでツッコまれた（2011年5月26日のワイワイ!にて）。
ショートヘアの女の子が好き（本人のツイキャスにて）。
川口清行（元ロシアンモンキー）率いる「川口村村民会」のメンバー。
柔道、ギター、観葉植物、鉢作りなど趣味特技が多い。
植木屋の家系で育ったため、植物にかなり詳しい。観葉植物、多肉植物、サボテン、食虫植物、塊根植物など様々な植物をコレクションとして集め、2016年9月現在では50種類以上の植物を所有している。また、オリジナルの植木鉢（HAZAPOT）を自分で作り、植物と鉢でのコーディネートやレイアウトも得意。HAZAPOTが各方面で注目を集め、西武百貨店や新大阪のセレクトショップなどでの販売経験や有名ブランドとのコラボ経験もある。最近では植物関連の雑誌での対談や、ラジオ番組への出演など幅広い活動も行っている。

## 略歴
NSC大阪校24期出身。
元々は吉本興業大阪本社に所属し、硲が石橋に声をかける形で、2001年4月にコンビ結成。当初は主にbaseよしもとで活動し、漫才を演じていたが受けなかったためショートコントに切り替えた。2005年にABCお笑い新人グランプリ優秀新人賞を受賞。2006年4月、吉本興業東京本社に移籍。
コンビ単独での活動のほか、東京吉本の他の芸人とユニット「ラ・ゴリスターズ」を組んで活動している(※現在活動休止中)。2016年より4代目東京都住みます芸人。M-1グランプリには2002年から2015年までエントリーしており、2004年〜2005年・2008年は準決勝進出。ラストイヤーとなる2015年は3回戦進出に終わった。2023年にBSフジで行われた第4回お笑い成人式で優勝し、同局のキャンペーンボーイになる。
出囃子はminuteman の「コロナ」。

## ネタ
独特のリズムからなるショートコントを交えた漫才を得意とし、基本的にリズミカルな芸風。FUJIWARAの影響を受けているという（2009年の『アドレな!ガレッジ』（テレビ朝日）出演時に発言）。
「おかしな話」
硲が「イシバシハザマの」、石橋が「おかしな話!」とコールしてから野球拳のリズムで「ハイ、チャーチャーチャチャチャチャーチャカチャチャチャ!」と2人が90度に曲げた腕を交互にリズムに合わせて上下させるブリッジを行う。ショートコントを締めくくる際、決め言葉と一緒にプロボウラーが投げた後のように内側の足を自分の外側斜め後ろにして、外側の腕をブラっとさせ内側の腕をガッツポーズしてから振り子させるという独特のポーズを取る。ショートコントが一区切りすると、もう一度最初の動きをブリッジとしてはさむパターンを繰り返す。ネタの最後にハイライトを踏まえてメンバー紹介と称したショートコントの続きを行うことがある。
最近ではショートコントではなく数分の1本のコント形式でネタを行い、石橋がボケを入れた後に2人で振り子のポーズを取りながらツッコミをするパターンもやっている。
また、このネタの中に藤子不二雄A『笑ゥせぇるすまん』を彷彿とさせる「笑うセールスマン」というもの（文字通りセールスマンが笑いながら訪問営業に来る）がある。
「まさかでショートコント」
腰を落とし指を鳴らしリズムを取りながら登場する。ショートコントの終わりにハザマが「まーさーかー・まさかの○○」等と歌い、その後に石橋がリズムに合わせ「しかも○○」ともう1コメント追加し、「ドゥルダン」とシメるパターン。このネタを演じる際は2人ともサスペンダーを着けていたが、石橋が年齢故に恥ずかしいという理由で最近は通常服で行われている。
「六分咲き劇場」
「ドッド、ドドドド、笑いが六部咲きー」というフレーズをブリッジとして行う。「その一 ××」と番号とタイトルを言った後、ショートコントを演じ前記のブリッジを行うと言うパターンを繰り返す。ネタの最後にはハザマがゆっくりと太鼓を叩くような動きをしながら「笑いの花が咲きましたー」などと歌いだし隣で石橋がシメの台詞を喋り（スタッフ紹介、近況など）通常の挨拶をして終わる。
「シャバダバ劇場」
「シャバダバダバダバ、ダバダバダバダバ、ダバダバダバダー、ダッダダッダッダーン」と言いながら横向きで腕を回してゆっくりと姿勢を傾けて再び伸ばすというブリッジを行う。ネタの最後に「イシバシハザマのシャバダバ劇場、コレにて終了、ダッダダッダッダーン」と言って挨拶でシメる。
「イマジン道場」
よくイマジン「劇場」と間違われる。石橋もネタ中に言い間違え、ハザマに睨まれた事がある。
最近は漫才を主力にしている傾向がある。内容は上記のおかしな話を漫才化したようなものであり、おかしな話の動きを使っている。
特番時代の『爆笑レッドカーペット』（フジテレビ）に出演して銀行強盗ネタを披露したところ、史上唯一のカットとなった。

## 出演

### テレビ
- 爆笑オンエアバトル（NHK総合）戦績6勝4敗 最高537KB
  - 2006年6月23日放送回（静岡県富士市収録）では537KB（あとボール2個でパーフェクト）を記録したが、これはショートコントを披露した芸人の中での最高KBとなっている。
  - 番組初挑戦から「六分咲き劇場」「おかしな話」「シャバダバ劇場」など様々なショートコントで挑戦していたが、2009年4月24日放送回では初めて漫才で挑戦、オンエアを獲得している。
  - 番組初挑戦となる2005年4月9日放送回で413KBを記録し、初オンエアを獲得。2005年度は出場芸人の中で唯一年間6回出場し、年間4勝を達成したが、惜しくも年間ランキング22位となりチャンピオン大会出場を逃した。
- 登龍門F（2005年3月-2005年9月、フジテレビ）
- インパクト! 2006年4月～#4、#8
- 笑いの金メダル（2005年9月16日、朝日放送）
- お笑いLIVE10!（TBSテレビ）
- よしもとサンサンTV（サンテレビ）
- 平成ノブシコブシの破天荒ダメだし!（GyaOジョッキー）
- ウンナン極限ネタバトル! ザ・イロモネア 笑わせたら100万円（TBSテレビ）「ゴールドラッシュ2007〜今年こそはブレイクしたい芸人が開く 新しきイロモネアの夜明け!!」
- 本番で〜す!（テレビ東京）
- 大キングコング 情熱!しゃべり隊!!（日本なにわ化計画のコーナ出演、読売テレビ）
- 新春ゴールデンピンクカーペット（フジテレビ）キャッチコピーは「まさかまさかの」→「そろいもそろって」
- 爆笑レッドカーペット（フジテレビ）- キャッチコピーは「そろいもそろって」
- アドレな!ガレッジ（2009年3月24日、テレビ朝日）
- おはスタ（2007年10月-12月、テレビ東京）
- 億万笑者!〜S-1バトルへの道〜（日本テレビ）
- 情報ライブ ミヤネ屋（読売テレビ）
- クギづけ 投稿動画ハイスクール（日本テレビ）
- 鬼のワラ塾（テレビ朝日）
- サンバリュ（日本テレビ）
- U・LA・LA@7（TOKYO MX）『よしもとうららちゃん』コーナー
- オールザッツ漫才（毎日放送）
- 脳テレ〜あたまの取扱説明書（トリセツ）〜（フジテレビ）
- ジャック10（日本テレビ）石橋のみ
- 人志松本の○○な話（フジテレビ）ハザマのみ
- パニックフェイス（2010年12月1日、TBSテレビ） - ハザマ陽平のみ
- 笑う妖精（ハザマのみ）
- アメトーーク![注釈 1]（2010年8月26日、テレビ朝日）
- 新春!爆笑ヒットパレード（フジテレビ）
- りんりん（ハザマのみ）
- あのニュースで得する人損する人（2014年11月6日、日本テレビ） - 石橋尊久のみ
- 突撃!!リサーチャーズ（東京デジタルリサーチャーズ） - ハザマ陽平のみ
- あらびき団（TBSテレビ） - ハザマ陽平のみ
- トコトン掘り下げ隊!生き物にサンキュー!!（2014年5月21日、TBSテレビ）
- 賞金奪い合いネタバトル ソウドリ〜SOUDORI〜（2022年11月7日・21日、TBSテレビ）
- しくじり先生 俺みたいになるな!!（2022年12月2日、テレビ朝日）
- 復活!ウチのガヤがすみません!2時間スペシャル（2023年8月1日、日本テレビ） - ハザマ陽平のみ
- キクテレミルラジ265 （2023年7月3日 - 、BSよしもと）- 石橋尊久のみ不定期出演
- イシバシハザマのもてなし（2024年5月11日 - 、BSよしもと）※茅ヶ崎エフエムとの共同制作番組[3]

### ラジオ
- オンスト月曜日担当
- それゆけ!メッセンジャー（MBSラジオ）
- キングコングのほにゃらじお（朝日放送ラジオ）
- ゴチャ・まぜっ!火曜日のレギュラーゲスト（2006年8月1日 - 2006年10月3日、MBSラジオ）
- ハイパーナイト ハマグリ王（2010年1月1日-6月、CBCラジオ）
- エボラジ5UP（2023年10月4日 - 、水曜・木曜パーソナリティ、茅ヶ崎エフエム） - 石橋尊久のみ[4][5][6]
- イシバシハザマのもてなし（2024年4月28日 - 、茅ヶ崎エフエム）※BSよしもととの共同制作番組[3]

### インターネット番組
- 街録ch〜あなたの人生、教えて下さい〜（YouTube番組、2021年）ハザマのみ

### 舞台
神保町花月
- カーテン（2008年2月19日～2月24日）
- 台風クラゲ（2008年7月29日～8月3日）※座長公演
- ロック54's（2009年2月3日～2月8日）
- ホントの自分（5月8日～5月12日 ）
- ディグ！（6月9日～6月14日）
- 神保町ナイトフィーバー～神保町花月オールナイトコーナーライブ（8月4日）
- タネと仕掛け（9月22日～9月27日）

## 単独ライブ
- 2005年08月11日 - 「はじまりのパーマ」 (baseよしもと/大阪)
- 2006年02月23日 - 「にかいめのパーマ」 (baseよしもと/大阪)
- 2006年08月03日 - 「さんかいめのパーマ」 (シアターブラッツ/東京)
- 2006年10月01日 - 「火事場のパーマ」（渋谷シアターD/東京）
- 2007年02月15日 - 「音楽のパーマ」 (新宿モリエール/東京)
- 2008年02月05日 - 「ま・さ・か」 (シアターブラッツ/東京)
- 2008年10月08日 - 「秋風」 (シアターブラッツ/東京)